# Vienna Open 1977
Il Vienna Open 1977, noto anche come Fischer Grand Prix per motivi di sponsorizzazione, è stato un torneo di tennis giocato sul sintetico indoor della Wiener Stadthalle di Vienna, in Austria. È stata la 3ª edizione del torneo, faceva parte del Colgate-Palmolive Grand Prix 1977 e si è giocato dal 24 al 30 ottobre 1977.

## Campioni

### Singolare maschile
Brian Gottfried ha battuto in finale  Wojciech Fibak con il punteggio di 6–1, 6–1

### Doppio maschile
Bob Hewitt /  Frew McMillan hanno battuto in finale  Wojciech Fibak /  Jan Kodeš con il punteggio di 6–4, 6–3